# 素敵にワイド!ほっと10
『素敵にワイド!ほっと10』（すてきにワイドほっとテン）は、1998年9月28日から2000年3月31日までテレビ東京系列局で放送された生活情報番組。放送時間は毎週月曜 - 金曜 10:00 - 11:30 (JST) 。一部地域は10:55で飛び降りていた。

## 概要
前番組『10時奥さまプラーザ』から引き続き松尾貴史が司会を務めた平日午前の情報番組で、現在料理研究家としても活躍しているグッチ裕三が料理方面での活動に注力するきっかけとなった番組でもある。グッチは番組内コーナー「グッチ裕三のこれは旨い」に出演していたが、このコーナーの「主婦向けに簡単でおいしい料理を紹介する」というコンセプトが視聴者に受け、このコーナーでグッチが紹介した料理をまとめた本が出版されるまでに至った。この成功に味を占めたグッチは以来料理方面に精進し、NHKの『きょうの料理』にも出演するようになった。ほかに『きよしとこの夜』などでも料理の腕前を披露している。 
このようにグッチのコーナーは高い人気を誇っていたものの、他のコーナーが人気を獲得できなかったため、番組は1年半の放送に幕を閉じた。なお、前番組と同様に、ニュースを伝えるコーナーもあった。このコーナーでは、司会の松尾とニュース担当のアナウンサーによるトークが行われていた。
制作著作テロップについては、この番組の3回放送までは『テレビ東京』で、4回放送から最終回までは、『TV TOKYO』と表示されていた。

## 出演者
- 松尾貴史
- 八塩圭子
- グッチ裕三